# Lostwithiel
Lostwithiel är en stad och civil parish i Cornwall i England. Folkmängden uppgår till cirka 2 700 invånare.